# رابرت جان برک
رابرت جان برک (انگلیسی: Robert John Burke؛ زادهٔ ۱۲ سپتامبر ۱۹۶۰) یک بازیگر سینما، و هنرپیشه اهل ایالات متحده آمریکا است. وی از سال ۱۹۸۱ میلادی تاکنون مشغول فعالیت بوده است.
از فیلم‌ها یا برنامه‌های تلویزیونی که وی در آن نقش داشته است می‌توان به مونیخ، نامحدود، پلیس آهنی ۳، امن، قایم موشک، ۲ اسلحه، اکس، کانی و کارلا، معجزه باد، نازک‌تر، قاتل و گریخت اشاره کرد.